# NGC 4659
NGC 4659 est une galaxie lenticulaire naine située dans la constellation de la Chevelure de Bérénice. Sa vitesse par rapport au fond diffus cosmologique est de 788 ± 22 km/s, ce qui correspond à une distance de Hubble de 11,6 ± 0,9 Mpc (∼37,8 millions d'al). NGC 4659 a été découverte par l'astronome germano-britannique William Herschel en 1784.
Il n'y a aucune mesure indépendant du décalage vers le rouge de réaliser pour cette galaxie. Comme sa vitesse radiale est très petite, sa distance et son diamètre sont très incertains.
Bien que NGC 4659 ne figure dans aucun groupe des sources consultées, sa désignation VCC 1999 (Virgo Cluster Catalogue) indique qu'elle fait partie de l'amas de la Vierge.